# Ларссон, Андерс
Андерс Ларссон (швед. Anders Larsson; 2 июля 1892, Варберг, Халланд — 4 января 1945, Гётеборг) — шведский борец вольного стиля, чемпион Олимпийских игр.

## Биография
На Летних Олимпийских играх 1920 года в Антверпене боролся в весовой категории до 82,5 килограммов (полутяжёлый вес). Борьба проходила по правилам Catch As Catch Can, напоминающим правила современной вольной борьбы. Схватка по регламенту турнира продолжалась 10 минут, финальные схватки три раунда по 10 минут. Турнир проводился по системе с выбыванием после поражения; выигравшие во всех схватках боролись в финале, проигравшие в полуфинале боролись за третье место. В категории боролись 13 спортсменов
| Круг          | Соперник       | Страна                    | Результат | Основание        | Время схватки |
| ------------- | -------------- | ------------------------- | --------- | ---------------- | ------------- |
| 1             | Франко Мейер   | Франция                   | Победа    | Туше             | 4:43          |
| Четвертьфинал | Йохан Галлен   | Финляндия                 | Победа    | Туше             | 9:40          |
| Полуфинал     | Вальтер Маурер | Соединённые Штаты Америки | Победа    | По очкам         | -             |
| Финал         | Шарль Куран    | Швейцария                 | Победа    | Отказ противника | -             |

В финальной схватке боролся с Шарлем Кураном, который в предыдущей полуфинальной схватке получил серьёзное повреждение локтя, однако вышел бороться в финале, но через некоторое время был вынужден отказаться от продолжения схватки. Таким образом Андерс Ларссон стал олимпийским чемпионом. Победа на олимпийских играх осталась для борца единственным успехом на международном ковре.